# Rio Alegre (Mato Grosso)
O rio Alegre é um rio do estado de Mato Grosso no oeste do Brasil. É um afluente do rio Caçanje, que por sua vez é um afluente do rio Cuiabá.

## Curso
O rio Alegre flui para nordeste através do Parque Estadual do Encontro das Águas paralelo ao rio Caçanje, faz parte da fronteira leste do parque, depois continua para o leste para se juntar a Caçanje, pouco antes de o rio entrar em Cuiabá. A região, rica em cursos de água, sustenta diversa vegetação pantaneira.